# Besson
Besson ist eine französische Gemeinde mit 746 Einwohnern (Stand: 1. Januar 2022) im Département Allier in der Region Auvergne-Rhône-Alpes (vor 2016 Auvergne). Sie gehört zum Kanton Souvigny im Arrondissement Moulins.

## Geographie
Die Gemeinde Besson liegt im Norden der Auvergne in der historischen Provinz Bourbonnais, etwa zwölf Kilometer südsüdwestlich des Stadtzentrums von Moulins. Hier entspringt das Flüsschen Veines, das Gemeindegebiet wird auch von der Guèze durchquert. Beide entwässern zum Allier. Nachbargemeinden von Besson sind Bressolles im Norden und Nordosten, Chemilly im Osten, Bresnay im Süden, Cressanges im Südwesten und Westen sowie Souvigny im Westen und Nordwesten.

## Bevölkerungsentwicklung
| Jahr                       | 1962 | 1968 | 1975 | 1982 | 1990 | 1999 | 2006 | 2011 | 2020 |
| Einwohner                  | 867  | 817  | 815  | 733  | 786  | 775  | 792  | 787  | 761  |
| Quellen: Cassini und INSEE |      |      |      |      |      |      |      |      |      |

## Sehenswürdigkeiten
- Kirche Saint-Martin aus dem 12. Jahrhundert, Monument historique seit 1933
- Reste des alten Priorats aus dem 13. Jahrhundert
- Schloss Ris aus dem 15. Jahrhundert, Monument historique
- Schloss Rochefort aus dem 15. Jahrhundert
- Schloss Bostz
- Schloss Fourchaud aus dem 15. Jahrhundert

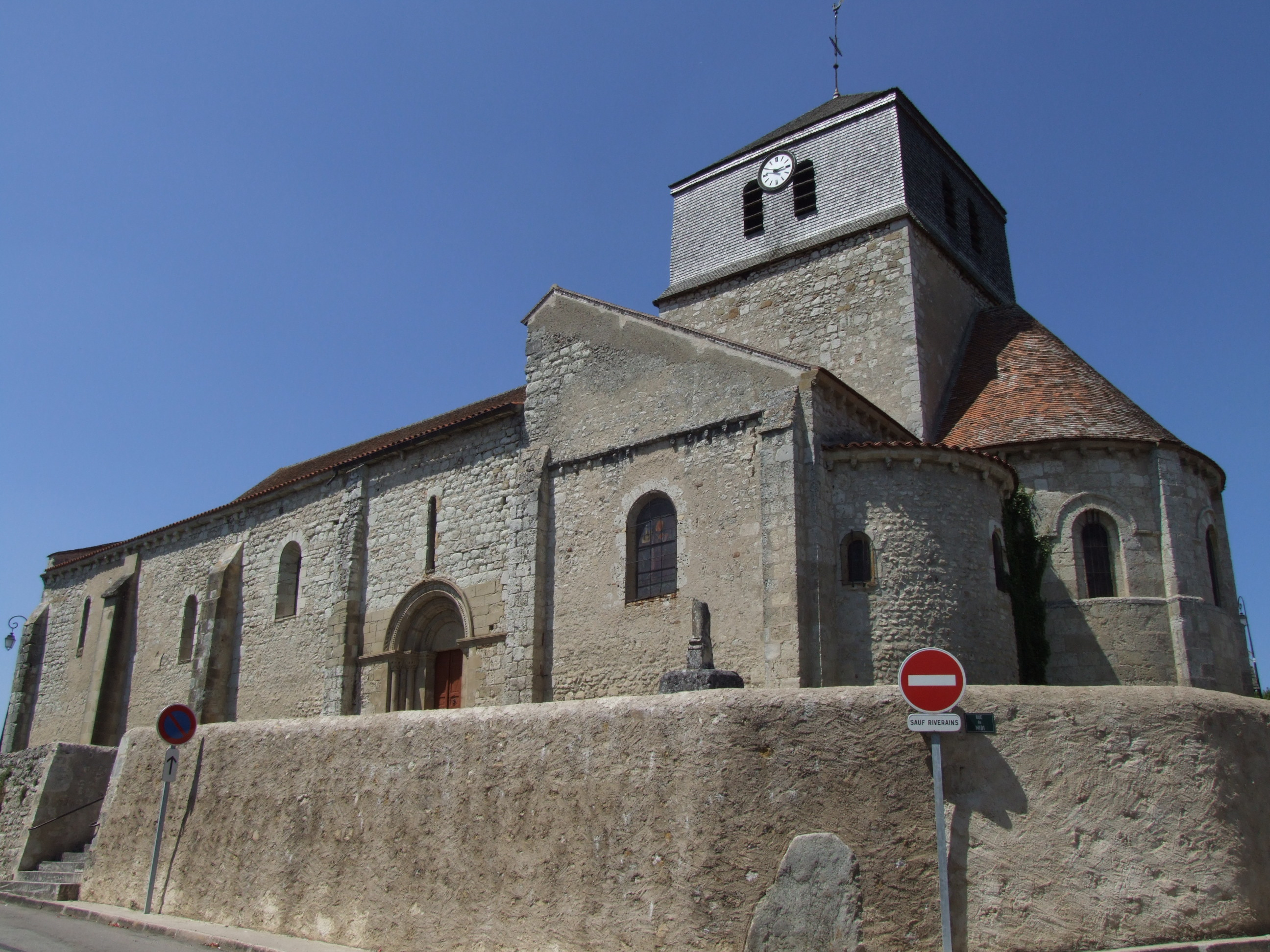
Kirche Saint-Martin
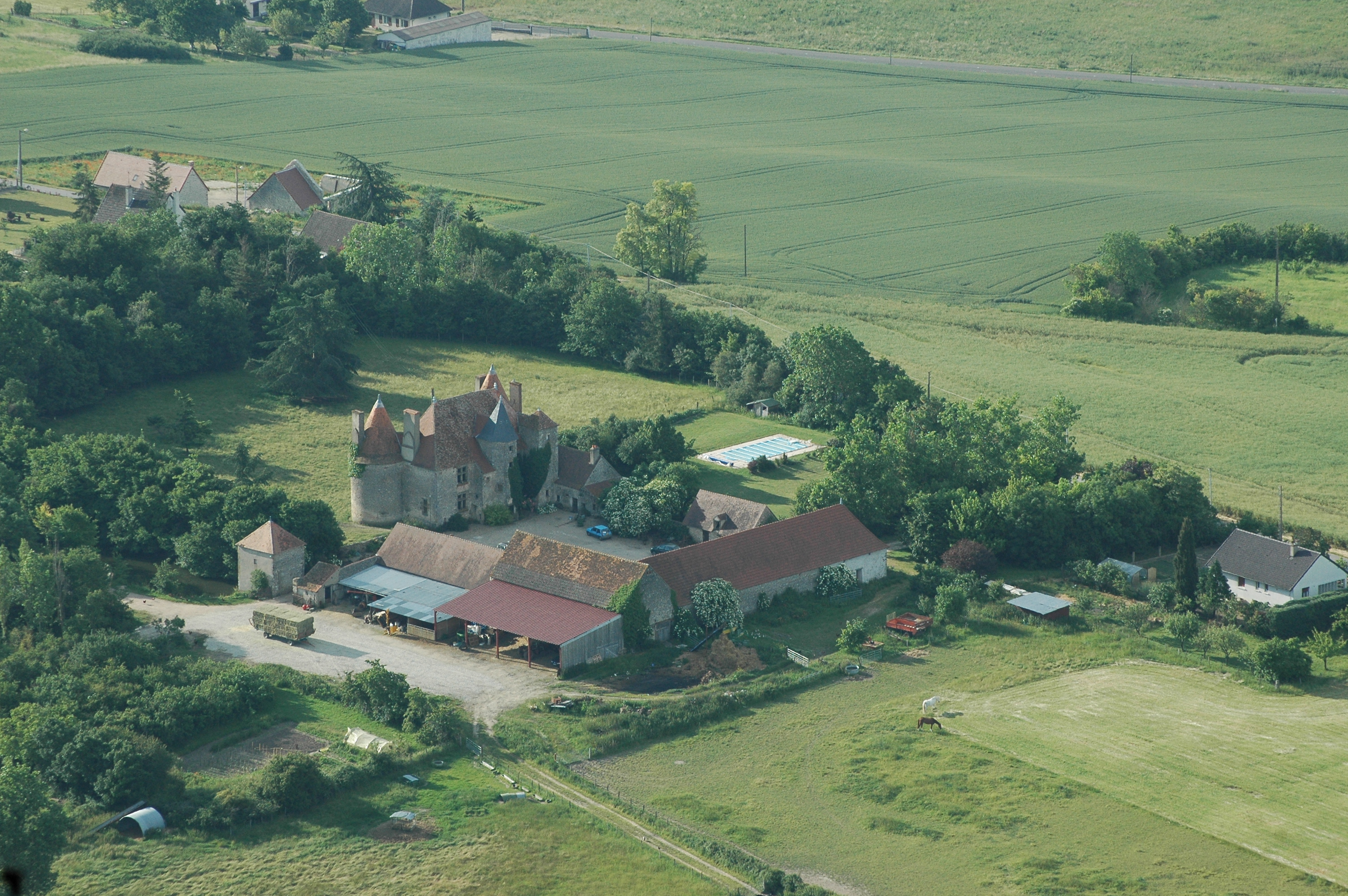
Schloss Ris
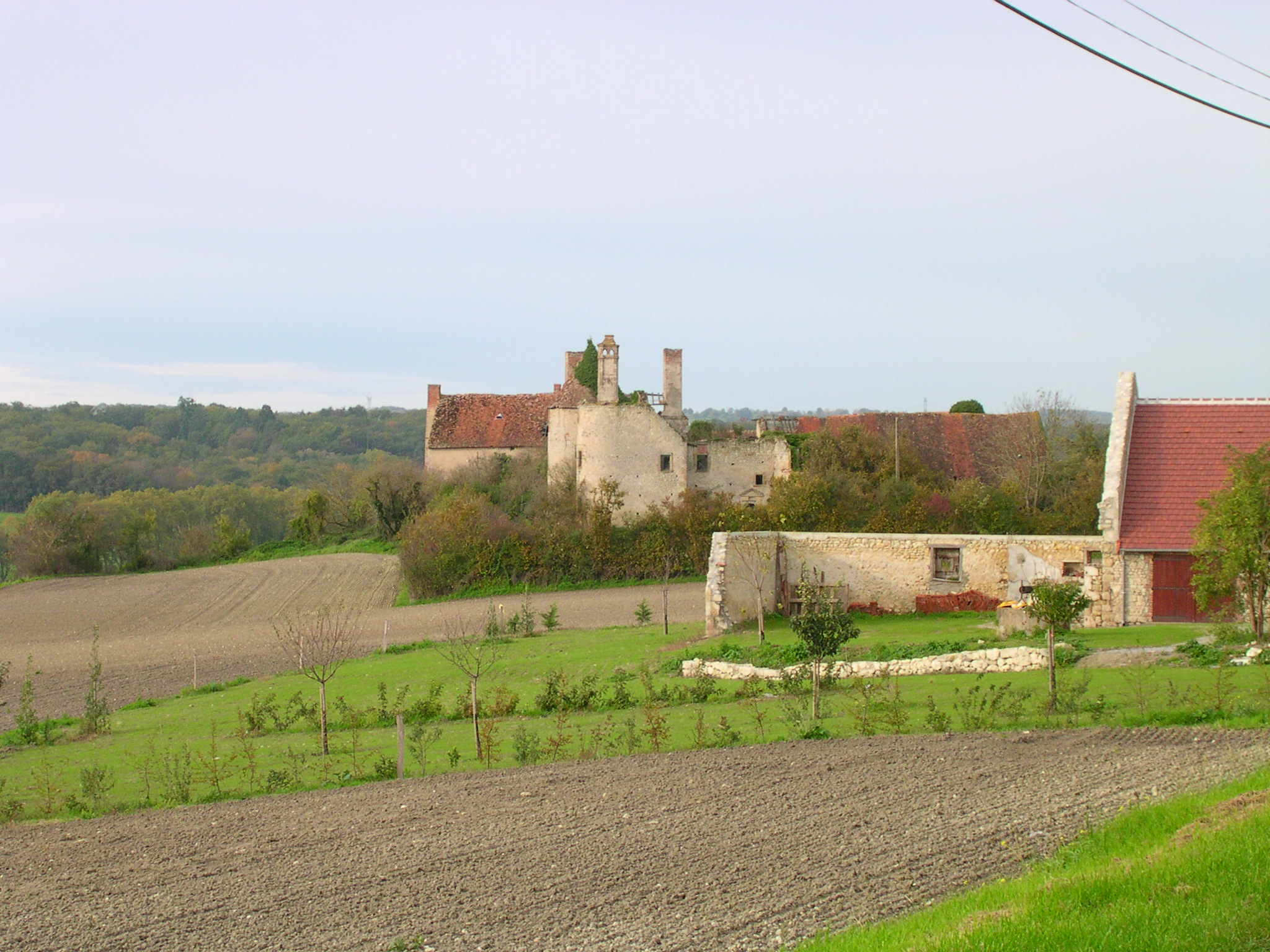
Schloss Rochefort
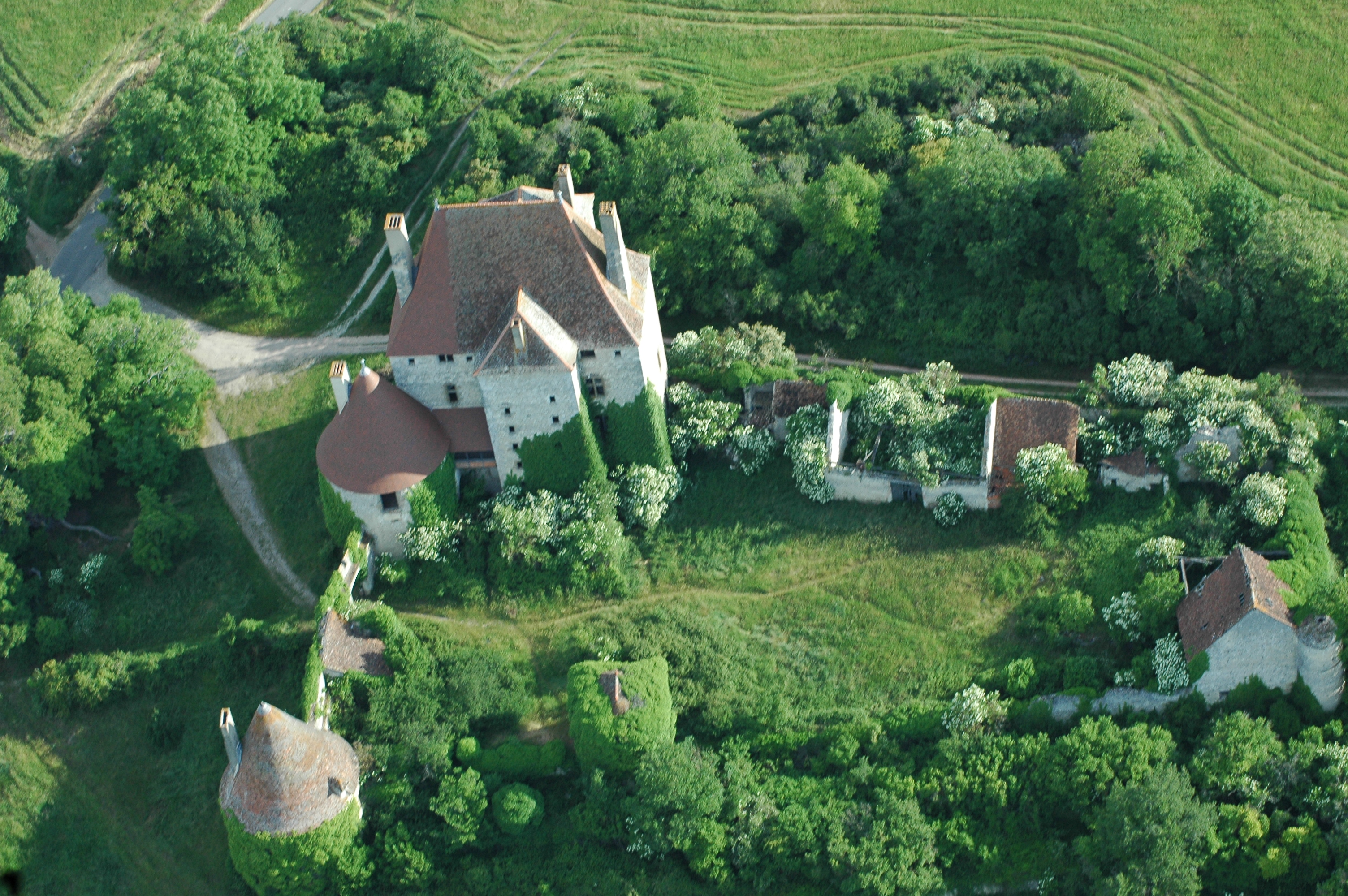
Schloss Fourchaud
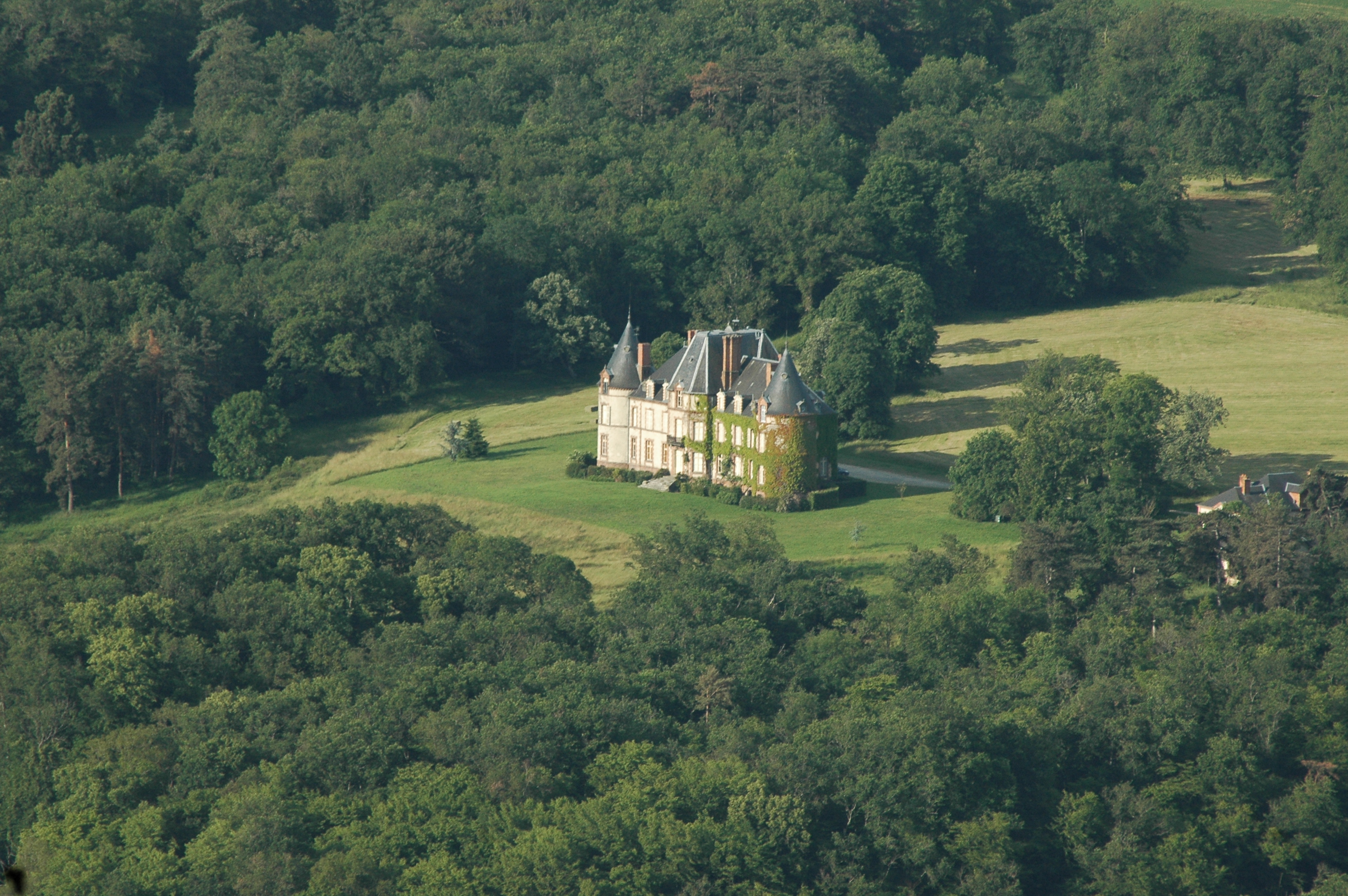
Schloss Bostz

## Wirtschaft und Infrastruktur
Durch die Gemeinde führt die Route nationale 79.

## Persönlichkeiten
- María Teresa de Borbón-Parma (1933–2020), Soziologin, wuchs in Besson auf